# Massimo Fusarelli
Massimo Fusarelli, né le 30 mars 1963 à Rome, est un franciscain italien, ministre général de l'ordre des Frères mineurs depuis 2021.

## Biographie
Il découvre les Frères mineurs au sein de la paroisse Saint-François de Tivoli, entre ensuite au sein de l'ordre et prend l'habit le 28 juillet 1982. Il est ordonné prêtre le 30 septembre 1989.
Diplômé de théologie à l'université pontificale de Saint-Antoine en 1988, il poursuit ses études à l'Institut patristique Augustinianum et en sort diplômé en 1992. De 1991 à 1996, il est professeur de théologie patristique à l'Institut des sciences religieuses de l'Institut patristique Augustinianum.
Accompagné d'autres frères, il porte secours aux victimes des séismes d'août 2016 d'Amatrice et d'Accumoli, entre octobre 2016 et août 2017. A partir de septembre 2017, il est tuteur et prêtre paroissial de l'église romaine San Francesco a Ripa, où il est responsable du projet d'accueil des personnes dans le besoin « Ripa dei Settesoli ».
Le 13 juillet 2021, il est élu ministre général de l'ordre des Frères mineurs. À la suite de cette élection, Fusarelli est félicité par le pape François dans une lettre lui étant adressée.